# Selevenjske pustare
Selevenjske pustare su pustare na sjeveru vojvođanskog dijela Bačke, Republika Srbija.

## Zemljopis
Predstavlja istočni kraj Subotičko-horgoške pješčare, a s druge strane se nalaze praporne bačke zaravni. 
Nalaze se uz granicu s Mađarskom, sjeveroistočno od Kraljeva Briga. Subotica, Palićko jezero i Ludaško jezero se nalaze jugozapadno, a Male Pijace se nalaze južno. Prema sjeveroistoku je Horgoš.
U naravi je prava panonska pustara. Većinu čine vlažne livade i slatine s nešto stepske flore, a na 90 ha se rasprostira šuma (Selevenjska šuma). Mali je broj građevina, uglavnom majuri ili salaši, a postoji jedan čarda u Selevenjskoj šumi.
Karakteziraju ju ekstremni prijelazi: neposredno pokraj krajne suhih pješčarskih predjela se nalaze vlažni predjeli, močvare i slatine.

## Gospodarstvo
Nekad su ovdje bili tradicionalni stočarstvo i vinogradarstvo. 
Danas je stočarstvo slabo razvijeno te ga vlasti planiraju oživiti na za to posebno uređenom salašu.
Vinogradarstvo je dosta opalo u odnosu na prošlost. Ipak, danas se u vinogradima oživljava se uzgoj starih sorta. Danas se dosta razvilo voćarstvo, a ponajviše se uzgaja kruške, breskve, jabuke i marelice. 
Područje je turističko odredište, no turistima nije dopušteno slobodno kretanje i posjet, nego su posjete i obilasci strogo nadzirani s obzirom na to da se radi o zaštićenom području.

## Zaštita
Područje ima status specijalnog rezervata prirode. Status je steklo Uredbom o zaštiti iz 1997. Zaštićeno je 677 ha pustara, a ukupna zaštitna zona je zaštitna zona 1.173 ha. Stupanj zaštite nije jednak na cijelom području. Dva su stupnja zaštite 301 ha je pod 2., a 376 ha je pod 3. stupnjem zaštite. 
Specijalni rezervat je podijeljen na deset područja veličine od 10-100 ha. Samo dvije sekcije su izravni susjedi, dok druge sekcije dijele prometnice i obrađeni voćnjaci i njive između dva naselja.

### Flora i fauna
Područje svojstvuju osebujne biljne zajednice, kokje pripadaju močvarnim, pješčarskim, stepskim i slatinskim vrstama. Stanište je brojnih medonosnih biljaka.
Područje je stanište za neke vrste ptica, a za još veći broj ptica je prostor gdje se nekoliko ptičjih vrsta razmnožava. Neke od tih ptičjih vrsta spadaju u ugrožene vrste. Također su pustare važne za neke cvjetne vrste, kojima je jedini rezervat u Republici Srbiji, a 22 vrste su rijetke vrste. Velika je zastupljenost orhideja i pereunika.

## Vanjske poveznice
- (srp.) Javno preduzeće Palić-Ludaš  Arhivirana inačica izvorne stranice od 11. srpnja 2015. (Wayback Machine) Specijalni rezervat prirode „Selevenjske pustare”
- (engl.) Umweltbundsamt Naturschutz in pannonischen Raum - Sanddünen als Lebensraum: Specifis of floristic and vegetational diversity of the sandy habitats in Vojvodina (PDF)
- (engl.) BirdLife International  Arhivirana inačica izvorne stranice od 5. siječnja 2009. (Wayback Machine) Subotica lakes and sandy terrain (Important Birds Areas of Serbia)
- (srp.) Palić  Arhivirana inačica izvorne stranice od 1. kolovoza 2009. (Wayback Machine)